# Kampfgruppe (Kriegsmarine)

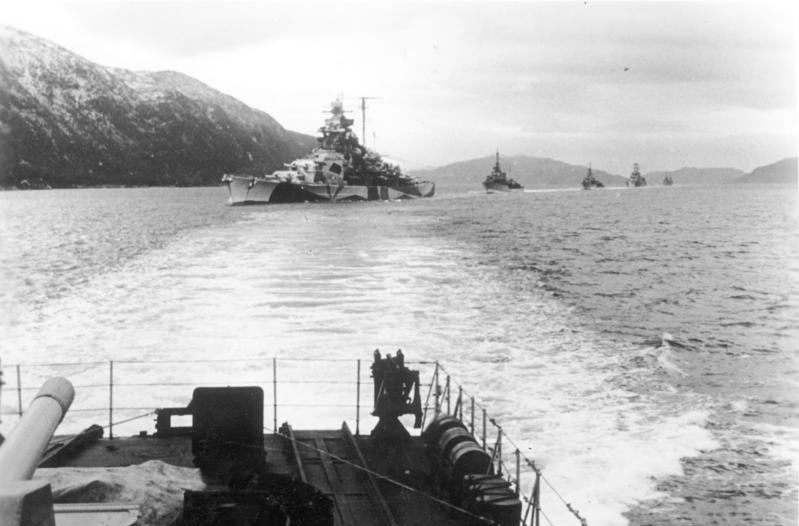
Das Schlachtschiff Tirpitz, größtes Schiff der Kampfgruppe, mit Zerstörern in norwegischen Gewässern

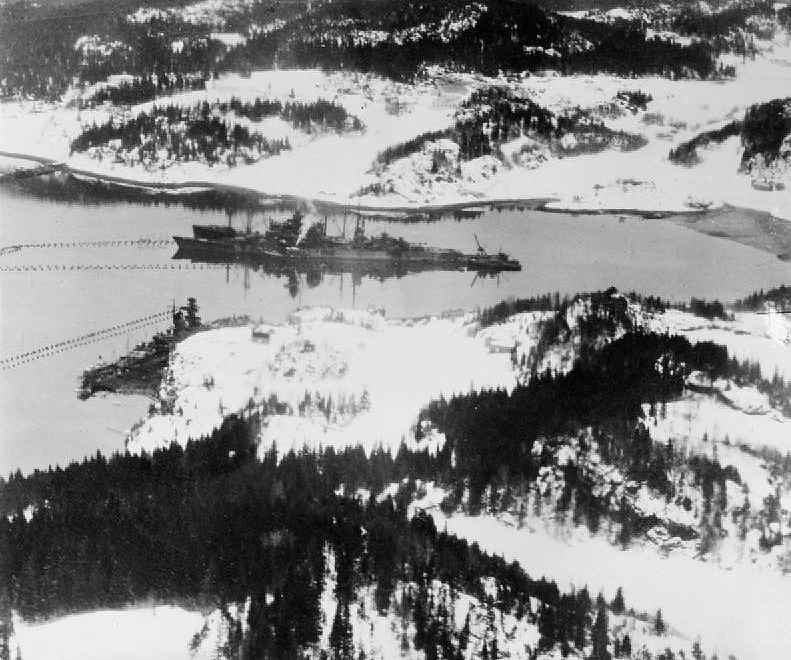
Prinz Eugen (oben) und Admiral Scheer (unten) im März 1942 im Lofjord, Norwegen

Die Kampfgruppe (ab Juli 1944: 1. Kampfgruppe) war ein Verband der Kriegsmarine, der aus mehreren schweren Einheiten bestand. Er wurde im Februar 1943 aufgestellt und bestand bis Oktober 1944.

## Hintergrund
Am 6. Januar 1943 fand eine Aussprache Hitlers mit dem Oberbefehlshaber der Kriegsmarine, Großadmiral Erich Raeder, statt, in der er die bisherige Seekriegführung und insbesondere den trotz des hohen Personal- und Materialaufwands erfolglosen Einsatz der schweren Einheiten massiv kritisierte. Hitler verlangte vom Oberkommando der Marine, die Außerdienststellung aller großen Überwassereinheiten vorzubereiten. Zugleich beauftragte er Raeder, seine Position zu dieser Frage in einer Denkschrift darzulegen. Als Folge der Hitlerschen Kritik trat Raeder zurück und wurde am 30. Januar 1943 durch Karl Dönitz ersetzt.
Obwohl Dönitz anders als sein Vorgänger kein Anhänger großer Schiffe war, hielt er den Befehl in seiner Absolutheit für falsch. Es gelang ihm, bei Hitler dahingehend einen Kompromiss zu erzielen, dass der Befehl nicht sofort auszuführen war und ein Teil der Schiffe zu Ausbildungszwecken in Betrieb bleiben sollte.  Dabei stützte er sich unter anderem auf Raeders Denkschrift, wo es hieß:

„Die Abwrackung der deutschen Kernflotte („Tirpitz“, „Scharnhorst“, „Gneisenau“, „Scheer“, „Lützow“, „Prinz Eugen“, „Hipper“) würde diese seestrategische Lage von Grund auf ändern. Sie bedeutet für den Feind einen Erfolg, der ihm kampflos in den Schoß geworfen wird.“

## Zusammensetzung der Kampfgruppe

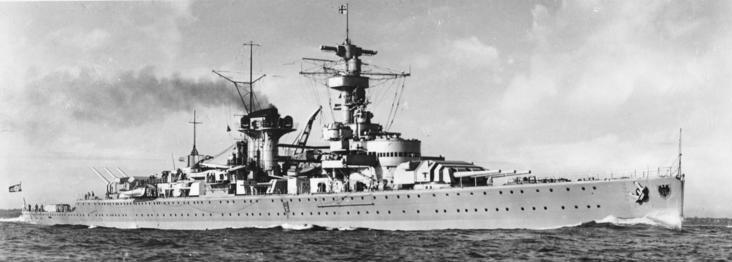
Lützow, ähnlich Admiral Scheer

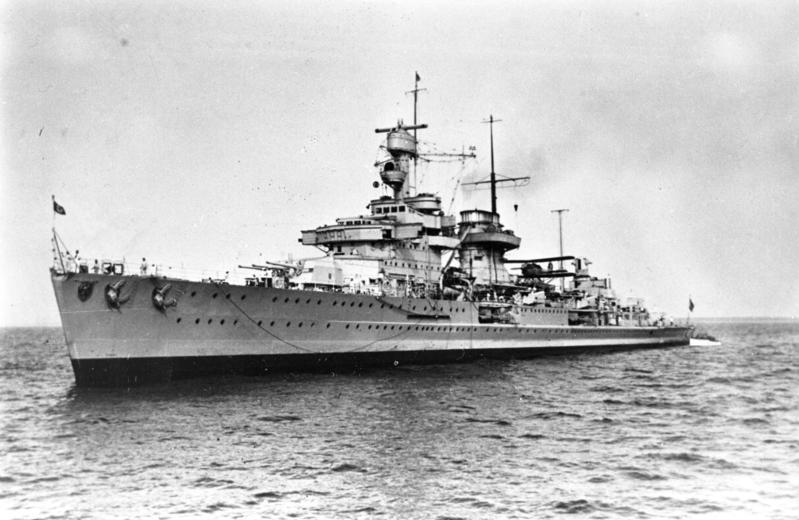
Nürnberg

Um den Außerdienststellungsbefehl abzumildern, entwickelte die Seekriegsleitung den Plan für einen Ausbildungsverband, der auch für Kampfaufgaben eingesetzt werden sollte. Dazu sollten sowohl Schiffe mit Motoren- als auch mit Dampfantrieb gehören. Da man zunächst noch nicht wagte, den Erhalt von Schlachtschiffen vorzuschlagen, sah der erste Plan folgende Schiffe in der Kampfgruppe vor:
- Prinz Eugen (Schwerer Kreuzer)
- Lützow (Schwerer Kreuzer, vormals Panzerschiff)
- Admiral Scheer (Schwerer Kreuzer, vormals Panzerschiff)
- Nürnberg (Leichter Kreuzer)
- Emden (Leichter Kreuzer)

Sofort außer Dienst gestellt werden sollten der Schwere Kreuzer Admiral Hipper und die Leichten Kreuzer Leipzig und Köln. Die Außerdienststellung des Schlachtschiffs Scharnhorst sollte am 1. Juli 1943 erfolgen, die des Schlachtschiffs Tirpitz im Herbst 1943.

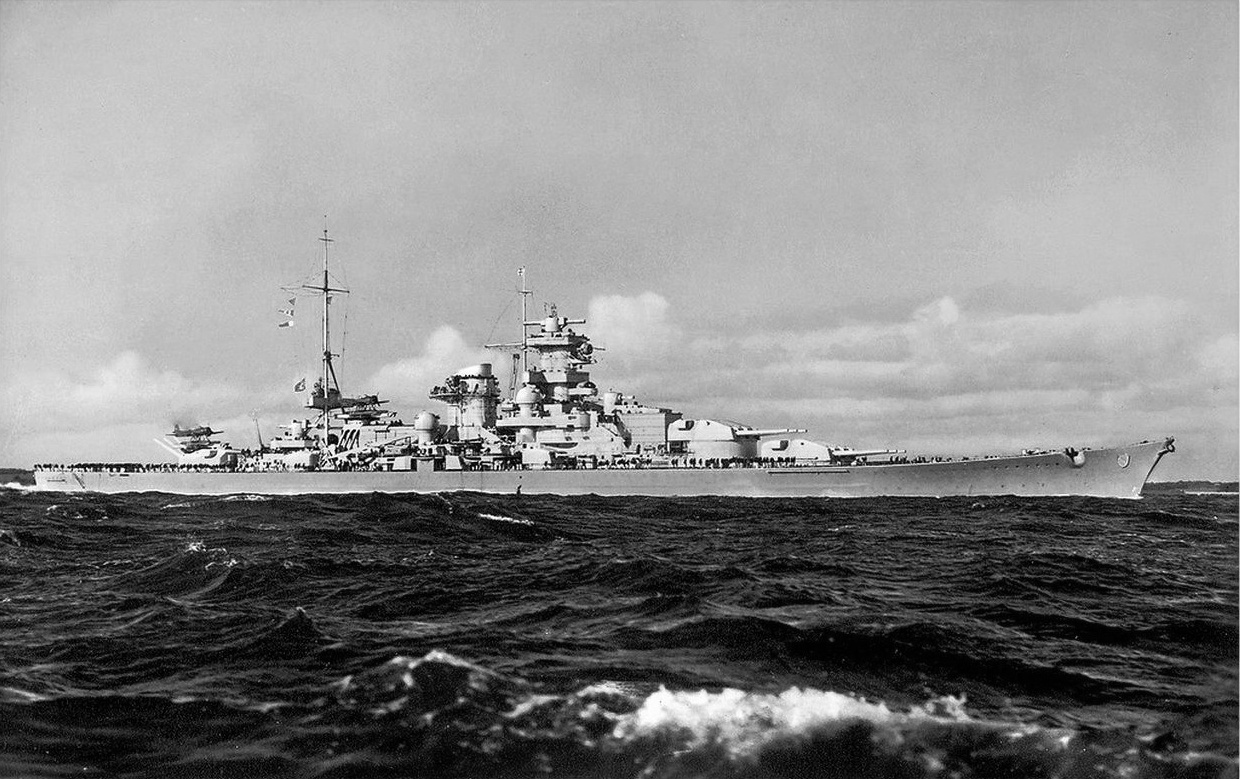
Die Scharnhorst wurde am 26. Dezember 1943 versenkt.

Dönitz gelang es in einem Gespräch mit Hitler am 26. Februar 1943, den Außerdienststellungsbefehl weiter aufzuweichen und zugleich die Bindung der Scharnhorst in der Ostsee aufzuheben. Damit konnte er eine Kampfgruppe aus der Tirpitz, der Scharnhorst, der Lützow und sechs Zerstörern bilden, bekam jedoch nur sechs Monate Zeit für einen überzeugenden Einsatz im Nordraum zugebilligt.
Faktisch bewirkte der Außerdienststellungsbefehl nur, dass der Umbau der bereits seit Sommer 1942 außer Dienst gestellten Gneisenau endgültig eingestellt wurde. Die Admiral Hipper und die Köln wurden im Februar 1943 außer Dienst gestellt, jedoch im März 1944 als Schulschiffe reaktiviert. Von den verbleibenden Schiffen waren stets einige als Schulschiffe in der Ostsee eingesetzt. Die eigentliche Kampfgruppe verfügte deshalb nur über wenige große Kampfschiffe und einige Zerstörer.

## Befehlshaber
Die Dienststelle des Befehlshabers der Kampfgruppe (BdK) ging aus der des bisherigen Befehlshabers der Kreuzer hervor und unterstand direkt dem Flottenkommando, das im März 1943 mit dem Marinegruppenkommando Nord vereinigt wurde. Der Dienstposten des BdK wurde von folgenden Offizieren bekleidet:
- Admiral Oskar Kummetz (Februar 1943 – Februar 1944)
- Konteradmiral Erich Bey (in Vertretung November – Dezember 1943 (†)), zugleich Führer der Zerstörer
- Kapitän zur See Rolf Johannesson (in Vertretung Dezember 1943 – Januar 1944, zugleich Chef er 4. Zerstörerflottille)
- Kapitän zur See Rolf Johannesson (mit der Wahrnehmung der Geschäfte beauftragt Februar – Juni 1944, zugleich Chef er 4. Zerstörerflottille)
- Kapitän zur See/Konteradmiral Rudolf Peters (Juni – Oktober 1944)

## Aufgaben und Einsätze

### Aufgaben

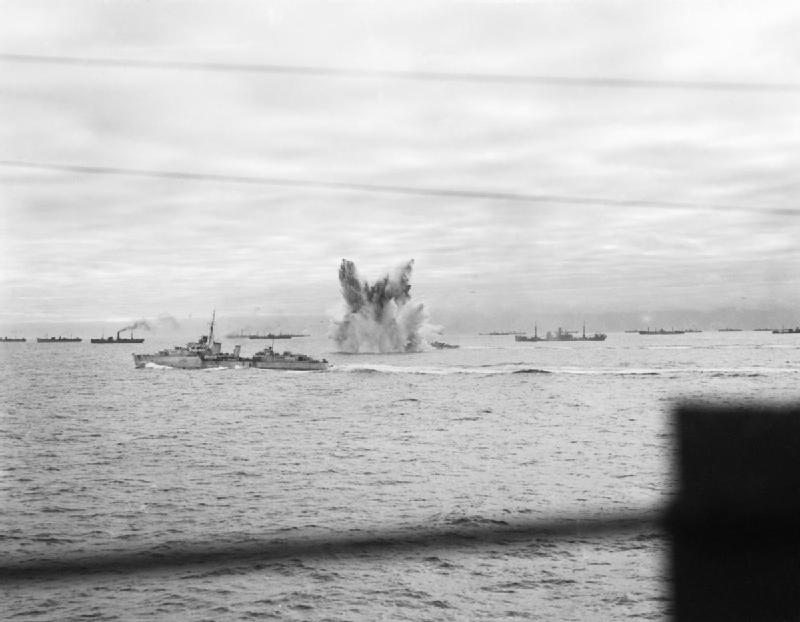
Vorrangiges Ziel der Kampfgruppe sollten alliierte Geleitzüge sein, wie dieser Convoy PQ 18 im September 1942

Aufgaben der Kampfgruppe sollte die Bekämpfung alliierter Nordmeergeleitzüge und die Abwehr feindlicher Landungen in Norwegen sein. Daneben bestanden die Ausbildungsaufgaben, die durch einen Teil der größeren Schiffe zu leisten waren. Nachdem es anfangs Meinungsverschiedenheiten zwischen der Seekriegsleitung und dem Flottenkommando über die Priorität dieser Aufgaben gegeben hatte, stellte die Seekriegsleitung schließlich klar, dass der Kampf gegen die Geleitzüge Vorrang gegenüber der Abwehraufgabe habe.

### Einsatzbedingungen
Bis zum 6. Januar 1943 hatte sich Hitler den Einsatz der größeren Einheiten vorbehalten, um das Risiko spektakulärer Verluste zu vermindern. Diese so genannte Risikobindung, die maßgeblich zur Untätigkeit der Flotte beigetragen hatte, bestand seit der ins Auge gefassten Außerdienststellung und Verschrottung dieser Schiffe nicht mehr. Hitler stimmte am 9. Februar 1943 zu, diese Schiffe ohne Rücksicht auf derartige Bindungen einzusetzen. Dementsprechend legte das Flottenkommando bereits am 15. Februar 1943 Einsatzpläne für die Schlachtschiffe vor, deren Außerdienststellung im Laufe des Jahres vorgesehen war.
Da die Kriegsmarine über keine eigenen Fliegerkräfte verfügte, war sie für die weiträumige Aufklärung auf die Unterstützung der Luftwaffe angewiesen, deren Luftflotte 5 (Generaloberst Stumpff) für den Luftraum über Norwegen und den nördlichen Seegebieten zuständig war. Bei der Abstimmung mit der Luftwaffe kam es zu Eifersüchteleien hinsichtlich der Operationsführung. Die Luftwaffe forderte, dass die Marine die gegnerischen Seestreitkräfte binden solle, um selbst die wichtigen Ziele, also alliierte Konvois zu vernichten. Die Marine wollte sich mit einer derartigen Rolle nicht zufriedengeben und selbst die entscheidenden Schläge führen. Da außerdem Luftwaffe und Marine gleichermaßen unter Treibstoffmangel litten, war es noch schwerer, sich auf ein auf dasselbe Ziel gerichtetes Vorgehen zu einigen. Da die Luftwaffe wegen des fehlenden Treibstoffs nur unregelmäßig und nur bei konkreten Anhaltspunkten bereit war, über See Fernaufklärung zu fliegen, waren die Aussichten der Marine, erfolgreich gegen Konvois zu operieren, von vornherein gering.

### 1943
Aus diesen Gründen verzögerte sich der Einsatz der Kampfgruppe. Faktisch war sie eine Fleet-in-being, was nicht der durch die Seekriegsleitung vorgesehenen Rolle entsprach. Aus Sicht des Flottenchefs, Admiral Schniewind, war die Tatsache, dass im Sommer 1943 keine Murmansk-Geleite der Alliierten festgestellt wurden, als Erfolg zu bewerten, der das passive Verhalten der Kampfgruppe rechtfertigte.
Ab Sommer 1943 stellte sich die Frage, wann welche Schiffe zu Instandsetzungsarbeiten und für andere Aufgaben in die Heimat zu verlegen seien, und wie sich die Kampfgruppe im Winter und kommenden Frühjahr zusammensetzen sollte. Dabei ging man davon aus, dass die schweren Einheiten in der dunklen Jahreszeit in der Nordmeerregion kaum einzusetzen wären. Es bestand die Absicht, die Tirpitz und die Lützow zurückzuführen und die Scharnhorst in Norwegen zu belassen. Die Lützow sollte später durch die Prinz Eugen ersetzt werden. Während die Lützow im September 1943 den Heimmarsch antrat, sollte die Tirpitz erst Mitte bis Ende Oktober folgen.

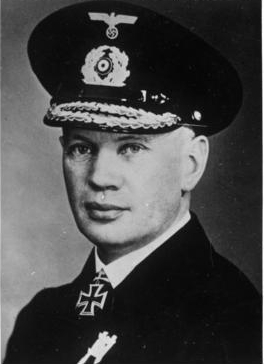
Admiral Oskar Kummetz führte die Kampfgruppe beim Unternehmen „Sizilien“.

Weil sich bis September 1943 keine geeigneten Ziele hatten finden lassen, entschloss man sich zu einem Vorstoß nach Spitzbergen, wo alliierte Einrichtungen angegriffen wurden. Bei diesem Unternehmen „Sizilien“ unter Führung des BdK, Admiral Kummetz, mit der Tirpitz, der Scharnhorst und neun Zerstörern wurden durch Beschuss und angelandete Truppen eines Bataillons des Grenadier-Regiments 349 verschiedene Einrichtungen vernichtet.
Da man über Winter keine weiteren Operationsmöglichkeiten für die Kampfgruppe sah, wurde Admiral Kummetz Urlaub gewährt. Als Vertreter wurde der Führer der Zerstörer, Konteradmiral Erich Bey eingesetzt. Am 22. September 1943 wurde die Tirpitz durch einen Angriff britischer Kleinst-U-Boote schwer beschädigt und konnte nicht nach Deutschland zurückkehren. Sie blieb stattdessen für Notreparaturen in Norwegen, stand jedoch für weitere Operationen nicht zur Verfügung. Somit bestand Beys Verband aus der Scharnhorst und einigen Zerstörern, deren Zahl sich im Laufe der Zeit auf die fünf Boote der 4. Zerstörerflottille (Z 29, Z 30, Z 33, Z 34 und Z 38) reduzierte. Wie der alliierte Luftangriff auf Norwegen am 4. Oktober 1943 („Operation Leader“) zeigt, reichte dieser Verband nicht einmal für die zweite Aufgabe der Kampfgruppe, die Invasionsabwehr in Norwegen, aus.

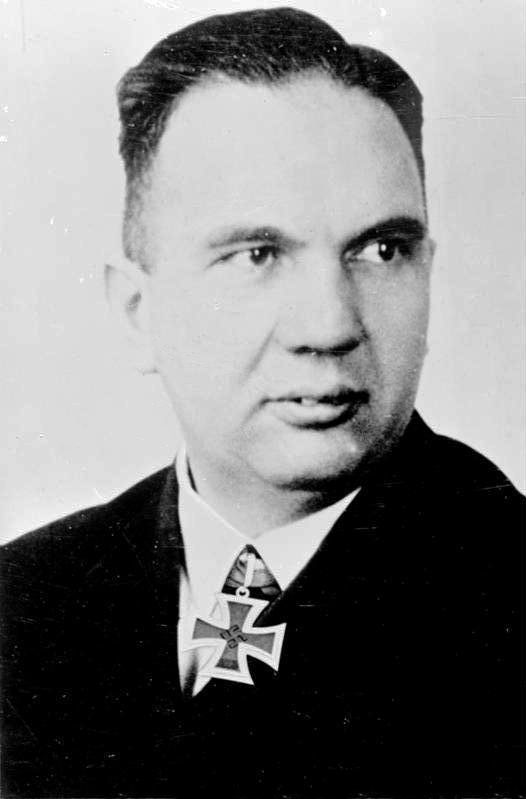
Konteradmiral Erich Bey fiel, als er in Vertretung des Befehlshabers die Kampfgruppe beim Unternehmen „Ostfront“ führte

Die „Operation Leader“ machte deutlich, dass die deutschen Kräfte in Norwegen ohne weitreichende Luftaufklärung über See gegenüber alliierten Operationen im Nordmeer blind waren. Der deutschen Führung wurde bewusst, dass eine Landung in Norwegen im Bereich des Möglichen lag. Daraus ergab sich eine Schwerpunktverlagerung im Auftrag der Kampfgruppe, für die die Invasionsabwehr wieder an Bedeutung gewann. Eine neue Einsatzweisung der Seekriegsleitung für den Winter 1943/44 vom 20. November 1943 trug dieser Veränderung Rechnung. Dort hieß es:

„Die Hauptaufgabe der Kampfgruppe ist der Einsatz bei feindlichen Landungsversuchen. Hierfür ist die Kampfgruppe im Rahmen der sich aus der Lage ergebenden Möglichkeiten voll einzusetzen.“

Die Option, die Kampfgruppe gegen Konvois einzusetzen, bestand fort, wobei sich Dönitz den Einsatz der Scharnhorst persönlich vorbehielt. Das Flottenkommando beurteilte die Wahrscheinlichkeit eines solchen Einsatzes als gering. Dönitz machte dennoch auf einer Befehlshabertagung der Kriegsmarine am 17. Dezember 1943 klar, dass er fest entschlossen sei, die Kampfgruppe bei günstiger Gelegenheit einzusetzen. Bereits am nächsten Tag meldete der B-Dienst Anhaltspunkte für gegnerische Bewegungen, und am 22. Dezember wurde ein Konvoi mit etwa 40 Schiffen und vermuteter Trägersicherung identifiziert. Obwohl die Aufklärungsergebnisse lückenhaft und die Lagebeurteilung des BdK und des Flottenchefs negativ waren, befürwortete der Chef der Seekriegsleitung, Vizeadmiral Meisel, der den abwesenden Oberbefehlshaber vertrat, am 24. Dezember 1943 den Einsatz. Angesichts der Bedeutung der Russlandkonvois für den Gegner entschloss sich Dönitz nach seiner Rückkehr am folgenden Tage, den Einsatz der Kampfgruppe zu befehlen.
Trotz ungünstiger Bedingungen lief die Kampfgruppe mit der Scharnhorst und mehreren Zerstörern am Abend des 25. Dezember 1943 aus und griff im Zuge des Unternehmens „Ostfront“ den britischen Convoy JW.55B an. Es kam zu einem Seegefecht vor dem Nordkap mit dem britischen Schlachtschiff Duke of York, den Kreuzern Jamaica, Belfast, Norfolk, Sheffield und Zerstörern. Dabei wurde die Scharnhorst mit dem eingeschifften BdK, Konteradmiral Erich Bey, versenkt.

### 1944

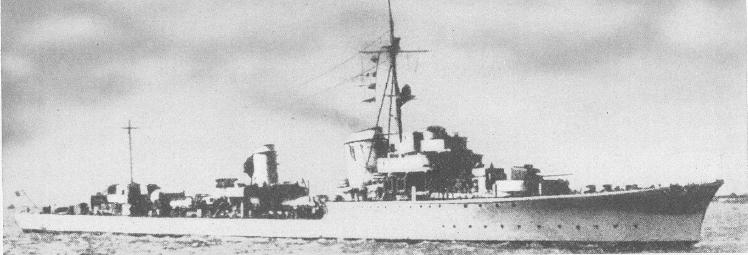
Zerstörer der Narvik-Klasse, wie er bei der 4. Zerstörerflottille im Einsatz war

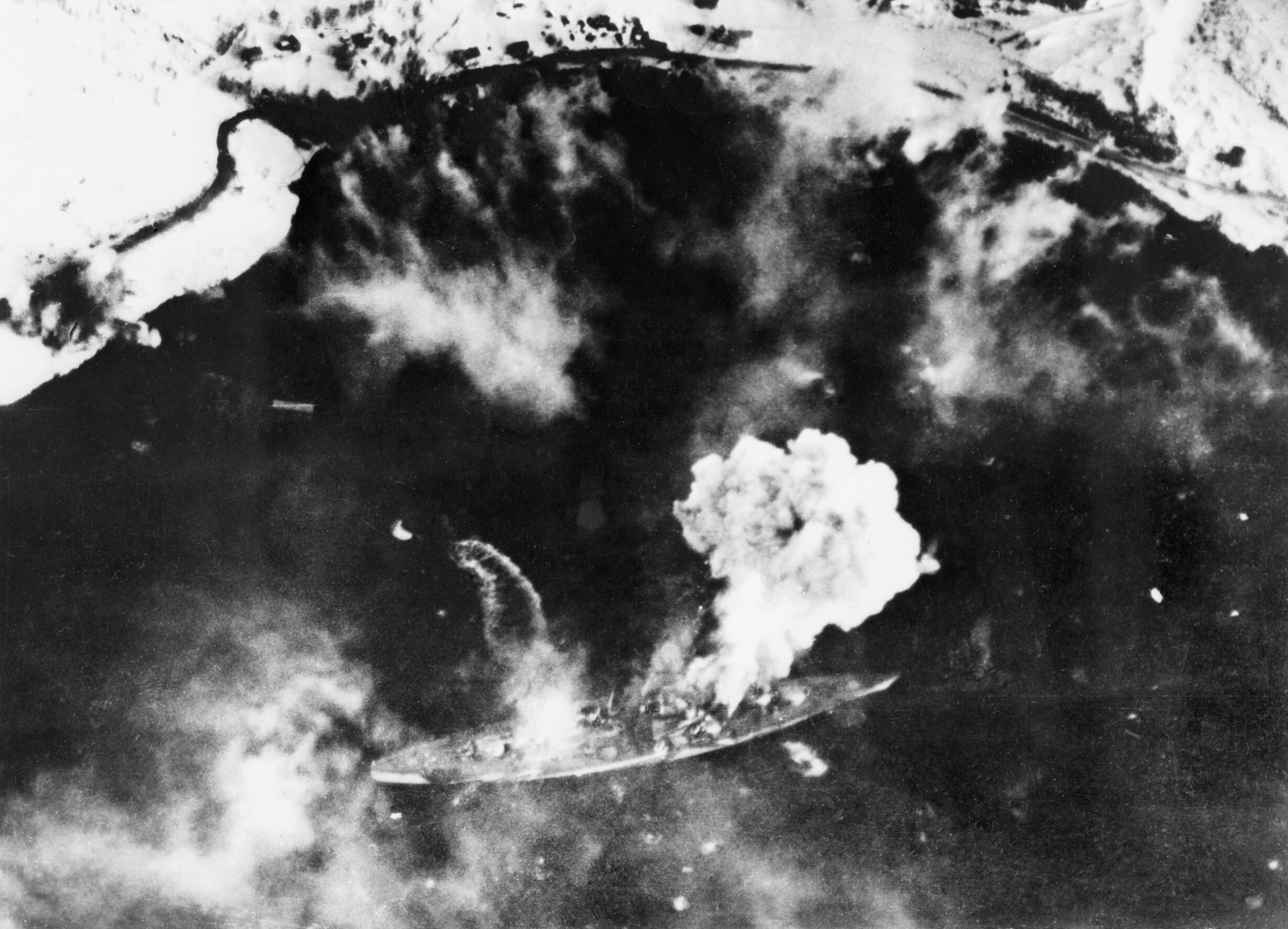
Die Tirpitz bei einem Angriff britischer Trägerflugzeuge im April 1944

Nach der Versenkung der Scharnhorst bestand die Kampfgruppe nur noch aus der nicht einsatzklaren Tirpitz und den fünf Zerstörern der 4. Zerstörerflottille. Admiral Kummetz wurde am 1. März 1944 als Oberbefehlshaber zum Marineoberkommando der Ost versetzt, der Chef der 4. Zerstörerflottille, Kapitän zur See Rolf Johannesson, als Vertreter eingesetzt.
Bevor wie geplant im März die Prinz Eugen als Verstärkung zugeführt werden konnte, hatte sich die Kriegslage an der Ostfront aus deutscher Sicht dramatisch verschlechtert. Sowjetischen Truppen drohte ein direkter Durchbruch an die Ostsee zu gelingen (→ Leningrad-Nowgoroder Operation), der sowohl aus Sicht der Gesamtkriegführung als auch aus Marinesicht in jedem Falle zu verhindern war. Für Dönitz hatte die Ostsee als Ausbildungsgebiet für die U-Boote eine besondere Bedeutung.
Wegen der sich weiter verschlechternden Lage wurde am 17. Juli 1944 unter der Bezeichnung 2. Kampfgruppe unter Admiral Thiele ein Ostseeverband aus der Prinz Eugen, der Admiral Scheer, Zerstörern und Torpedobooten aufgestellt, die damit nicht mehr für den nunmehr als 1. Kampfgruppe bezeichneten Verband im Nordmeer zur Verfügung standen. Im Rahmen einer Reorganisation wurde die 1. Kampfgruppe am 1. Mai 1944 dem Marineoberkommando Norwegen (MOK Norwegen) unterstellt und erhielt mit Konteradmiral Peters einen neuen Befehlshaber. Nachdem die Tirpitz im September 1944 bei einem weiteren Luftangriff so schwer beschädigt worden war, dass sie dauerhaft ausfiel, wurde die 1. Kampfgruppe am 20. Oktober 1944 aufgelöst. Die verbliebene 4. Zerstörerflottille wurde dem MOK Norwegen direkt unterstellt.